# Знобишин, Дмитрий Валерианович
Дмитрий Валерианович Знобишин (10 августа 1844, Санкт-Петербург — 1914, Омск) — русский архитектор. По проектам Знобишина построены и перестроены около 50 объектов (в том числе 34 каменных и 11 деревянных церквей) в городах и сёлах Воронежской губернии.

## Биография
Родился 10 августа 1844 года в Санкт-Петербурге в дворянской семье. По окончании Второй Санкт-Петербургской гимназии поступил в 1863 году в Строительное училище Главного управления путей сообщения и публичных зданий. Выпущен в 1868 году архитекторским помощником с чином XII класса и сразу причислен к Министерству внутренних дел с откомандированием в Главное общество российских железных дорог, где был назначен помощником начальника 4-го участка Николаевской железной дороги. Одновременно с этим занимался архитекторской деятельностью в Санкт-Петербурге, где построил несколько жилых домов.
В 1871 году Знобишин был переведен в Центральное управление того же общества контролером службы ремонта пути и зданий Николаевской, Варшавской и Нижегородской линий, где составлялся до 1880 года.
В том же 1871 году Знобишин был удостоен звания инженер-архитектора за представленные в совете Строительного училища работы. В дальнейшем он также являлся преподавателем своей альма-матер, ставшей с 1883 года Институтом гражданских инженеров.
В 1880—1884 годах был младшим архитектором строительного отдела Воронежского губернского правления. С 1882 года — почетный член губернского попечительства о детских приютах.
В 1884 году переведен на аналогичную должность младшего архитектора в Минск, куда выехал в июне того же года. Кроме этого Знобишин исполнял обязанности директора Минского губернского попечительского о тюрьмах комитета и почетного члена Минского губернского попечительства о детских приютах. После 1892 года служил в Тобольске, Оренбурге и Петрозаводске. Последним его местом службы стал Омск, где он исполнял обязанности губернского инженера.
Скончался в 1914 году в Омске.

## Семья
Отец Валериан Степанович Знобишин, на 1842 год начальник отделения департамента мануфактур и внутренней торговли, коллежский советник. 
Мать Александра Дмитриевна Белостоцкая (14.03.1810-?), дочь чиновника.
10 февраля 1884 года в домовой церкви дисциплинарного батальона Воронежа Знобишин обвенчался с дочерью купца Анастасией Ивановной Савченковой, с которой у них был усыновленный ребенок.

## Проекты и постройки

### Санкт-Петербург
- Доходный дом. Московский проспект, 70 (1876);
- Доходный дом Г. Кознакова—Е. П. Никоновой. Разъезжая улица, 7 (1876);
- Доходный дом А.Я Шагина (правая часть). Набережная Фонтанки, 145 (1877)[8];
- Доходный дом (перестройка). Улица Марата, 62 (1878);
- Товарная станция Балтийского вокзала. Набережная Обводного канала, 120Е (1879);
- Табачная фабрика А. Н. Богданова. Улица Правды, 16 (1879).

### Воронежская область
- Кладбищенская церковь Александра Невского в Калаче (завершена С. Л. Мысловским; 1868);
- Владимирская церковь в Поповке (1880);
- Владимирская церковь в Карачуне (1881);
- Церковь Феодосия Печеского в Бутурлиновке (1882);
- Троицкая церковь в Пыховке (1885);
- Казанская церковь в Крыловке (1887);
- Казанская церковь в Верхнем Мамоне (перестройка, не сохранилась) (1887);
- Церковь Александра Невского в Петровке (1888);
- Церковь Михаила Архангела в Гвазде (1889, не сохранилась);
- Дом М. И. Роменского в Воронеже (предположительно[1]; 1893);
- Церковь Николая Чудотворца в Шишовке (1896);
- Паровая мельница Товарищества Матюшенко и К° (1911, не сохранилась).

Среди известных, но не локализованных построек в Воронеже: табачная фабрика Петрова, торговые бани Гревцова, лавки Агафонова, каменное здание общежития мужской гимназии.